# Oristano
Oristano (AFI: /oriˈstano/ ; Aristanis in sardo) è un comune italiano di 29 917 abitanti capoluogo dell'omonima provincia, situato nella Sardegna centro-occidentale.
Si trova nella parte settentrionale della pianura del Campidano, nella regione detta Campidano di Oristano.
Capoluogo di provincia dal 16 luglio 1974, la città ha una storia antica; di origine altomedievale, è stata a lungo capitale del Giudicato di Arborea.

## Geografia fisica

### Territorio

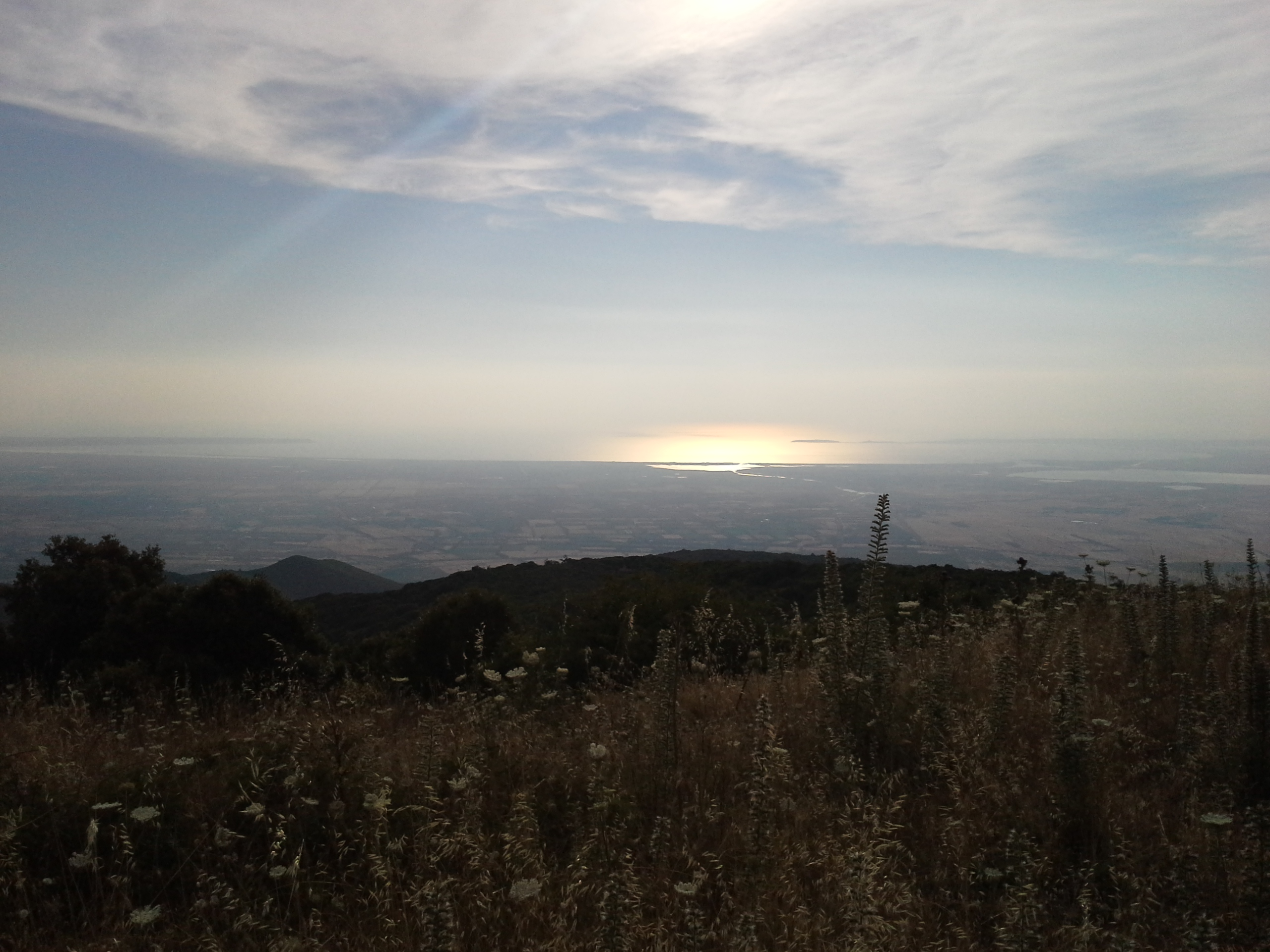
Il golfo di Oristano visto dal monte Arci

Oristano si trova presso la costa centro-occidentale della Sardegna, di fronte all'omonimo golfo presso la foce del Tirso.

### Clima
Il golfo, di forma approssimativamente ovale, è chiuso da capo Frasca a sud e capo San Marco a nord.
Oristano rimane quindi abbastanza esposta ai venti occidentali. Il vento dominante è il maestrale, che spira da Nordovest e raggiunge per alcuni giorni l'anno intensità di tempesta, con raffiche superiori ai 100 km/h su Capo Frasca. Questi eventi arrivano relativamente smorzati a Oristano (intorno agli 80 km/h) grazie alla moderata schermatura dei due capi, la cui altitudine massima è sugli 80 metri. I maggiori rilievi nella zona sono il Montiferru a Nord (1050 m s.l.m.) e il monte Arci a Est (815 m s.l.m.), troppo lontani per fornire adeguato riparo dalla tramontana e dal levante. La città rimane dunque esposta a tutti i quadranti, in particolare allo scirocco che spirando da sud est può attraversare liberamente l'intera piana del Campidano da Cagliari a Oristano. Della pianura del Campidano Oristano occupa appunto il lembo Nordovest, che risulta essere il più fertile grazie ai sedimenti fini trasportati dal fiume Tirso, sulla cui riva sinistra poggia Oristano a 5 metri sul livello del mare. Il Tirso è il fiume più lungo della Sardegna, l'attraversa in direzione Sudovest lungo l'ampia valle del Goceano per sfociare nel Golfo di Oristano, a circa 4 km in linea d'aria dalla città.
Il clima, temperato delle medie latitudini, presenta la stagione estiva asciutta e calda e inverno fresco e piovoso (clima mediterraneo). Le stagioni intermedie hanno temperature miti e gradevoli.
Oristano è caratterizzata da alti tassi d'umidità, che la rendono una città parecchio umida, soprattutto d'estate. Nonostante ciò è frequentemente ventilata grazie anche alla presenza delle brezze marine che mitigano la calura in estate.
La stagione piovosa si concentra tra ottobre e marzo, mentre la piovosità media è di 580 mm/anno. A volte le dense nebbie comuni nella media valle del Tirso riescono a penetrare nella pianura, arrivando alla città.
Non sono rare le brinate invernali, soprattutto nei quartieri periferici della città dove, in gelide notti invernali, la colonnina del mercurio riesce a spingersi qualche grado sotto lo zero.

#### Dati climatologici Capo Frasca (1971-2000)

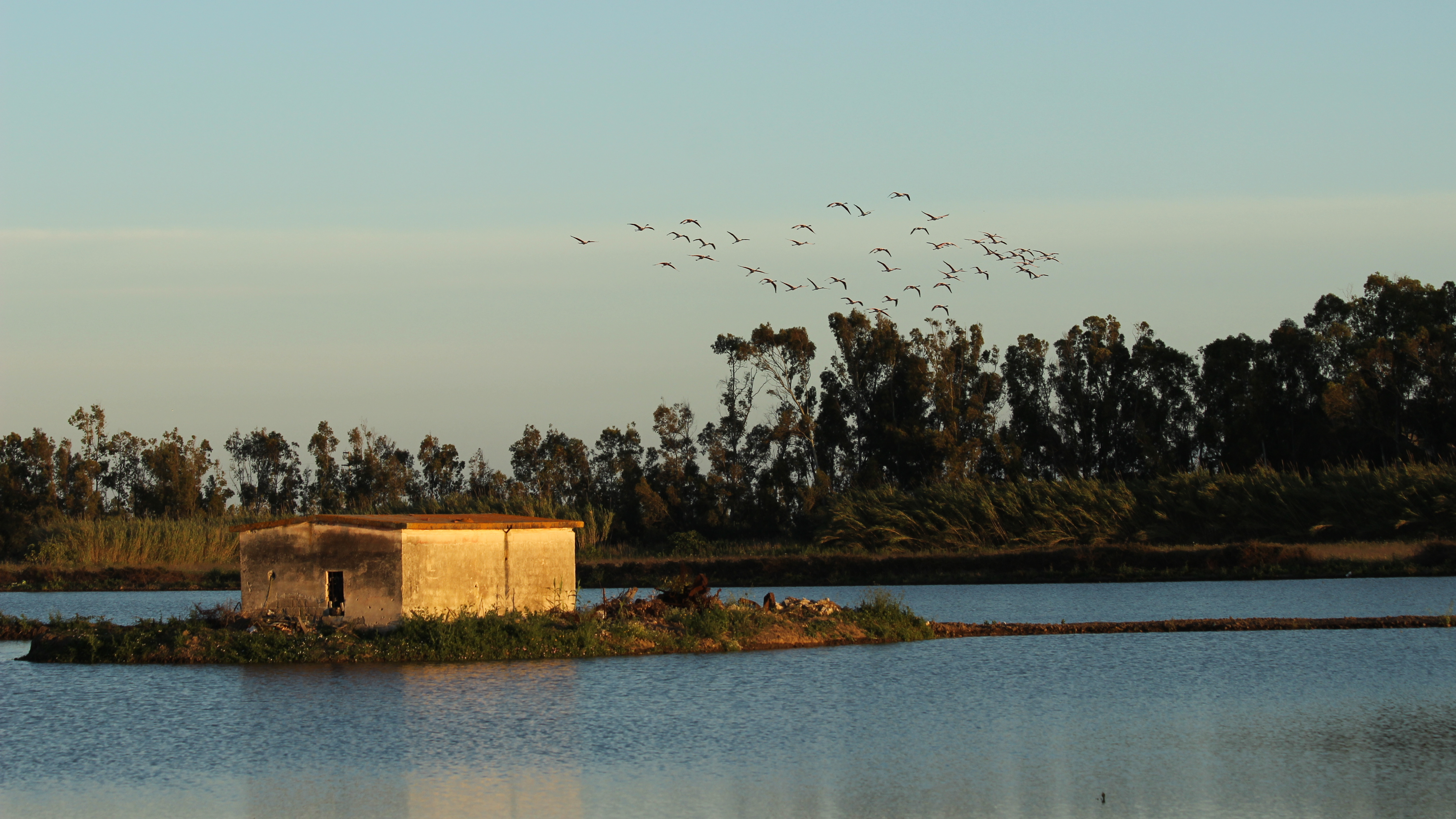
Volo di fenicotteri sulle risaie di Pesaria

Nonostante disti in linea d'aria circa 18 km e si trovi in provincia del Sud Sardegna, la stazione di riferimento per la provincia di Oristano è situata a Capo Frasca che, assieme a Capo San Marco, formano il golfo di Oristano. Essendo posta ad un passo dal mare, ne risentono soprattutto i valori di temperatura minima nei mesi invernali (nettamente più alti rispetto alla più interna città) e i valori di temperatura massima estivi, decisamente mitigati dalla immediata vicinanza dal mare.
In base alle medie climatiche del periodo 1971-2000, la temperatura media nel mese più freddo, febbraio, è di +10,4 °C, mentre quella del mese più caldo, agosto, è di +25,0 °C; mediamente si contano zero giorni di gelo all'anno e 21 giorni con temperatura massima uguale o superiore ai +30 °C. I valori estremi di temperatura registrati nel medesimo trentennio sono i −4,8 °C del gennaio 1981 e i +41,6 °C dell'agosto 1999.
Le precipitazioni medie annue si attestano a 529 mm, mediamente distribuite in 71 giorni di pioggia, con minimo in estate e moderato picco massimo in autunno.
L'umidità relativa media annua fa registrare il valore di 81% con minimi di 78% a giugno, a luglio, ad agosto e a settembre e massimo di 85% a gennaio; mediamente si contano 10 giorni di nebbia all'anno.
Di seguito è riportata la tabella con le medie climatiche e i valori massimi e minimi assoluti registrati nel trentennio 1971-2000 e pubblicati nell'Atlante climatico d'Italia del Servizio meteorologico dell'Aeronautica Militare relativo al medesimo trentennio.
| CAPO FRASCA (1971-2000)         | Mesi        | Mesi        | Mesi        | Mesi        | Mesi        | Mesi        | Mesi        | Mesi        | Mesi        | Mesi        | Mesi        | Mesi        | Stagioni | Stagioni | Stagioni | Stagioni | Anno  |
| CAPO FRASCA (1971-2000)         | Gen         | Feb         | Mar         | Apr         | Mag         | Giu         | Lug         | Ago         | Set         | Ott         | Nov         | Dic         | Inv      | Pri      | Est      | Aut      | Anno  |
| ------------------------------- | ----------- | ----------- | ----------- | ----------- | ----------- | ----------- | ----------- | ----------- | ----------- | ----------- | ----------- | ----------- | -------- | -------- | -------- | -------- | ----- |
| T. max. media (°C)              | 13,2        | 13,2        | 14,7        | 16,7        | 20,8        | 24,5        | 27,8        | 28,8        | 26,0        | 21,9        | 17,3        | 14,4        | 13,6     | 17,4     | 27,0     | 21,7     | 19,9  |
| T. min. media (°C)              | 7,6         | 7,5         | 8,6         | 10,3        | 13,7        | 17,3        | 20,1        | 21,1        | 18,7        | 15,3        | 11,3        | 8,8         | 8,0      | 10,9     | 19,5     | 15,1     | 13,4  |
| T. max. assoluta (°C)           | 19,6 (1979) | 20,2 (1977) | 25,4 (1981) | 29,2 (1992) | 33,4 (1999) | 36,0 (1994) | 41,4 (1993) | 41,6 (1999) | 37,0 (1993) | 36,0 (1981) | 27,8 (1985) | 21,2 (1989) | 21,2     | 33,4     | 41,6     | 37,0     | 41,6  |
| T. min. assoluta (°C)           | −4,8 (1981) | −1,2 (1984) | 0,4 (1971)  | 3,6 (1979)  | 6,6 (1987)  | 10,6 (1991) | 12,6 (1981) | 14,4 (1981) | 9,2 (1977)  | 6,0 (1974)  | 2,0 (1972)  | −1,8 (1980) | −4,8     | 0,4      | 10,6     | 2,0      | −4,8  |
| Giorni di calura (Tmax ≥ 30 °C) | 0           | 0           | 0           | 0           | 0           | 3           | 7           | 8           | 3           | 0           | 0           | 0           | 0        | 0        | 18       | 3        | 21    |
| Giorni di gelo (Tmin ≤ 0 °C)    | 0           | 0           | 0           | 0           | 0           | 0           | 0           | 0           | 0           | 0           | 0           | 0           | 0        | 0        | 0        | 0        | 0     |
| Precipitazioni (mm)             | 50,0        | 60,5        | 44,4        | 51,4        | 32,8        | 16,7        | 4,4         | 7,3         | 34,2        | 69,7        | 92,5        | 65,0        | 175,5    | 128,6    | 28,4     | 196,4    | 528,9 |
| Giorni di pioggia               | 8           | 8           | 7           | 8           | 5           | 2           | 1           | 1           | 4           | 8           | 10          | 9           | 25       | 20       | 4        | 22       | 71    |
| Giorni di nebbia                | 1           | 1           | 1           | 1           | 1           | 0           | 1           | 1           | 0           | 1           | 1           | 1           | 3        | 3        | 2        | 2        | 10    |
| Umidità relativa media (%)      | 85          | 83          | 82          | 82          | 80          | 78          | 78          | 78          | 78          | 81          | 83          | 84          | 84       | 81,3     | 78       | 80,7     | 81    |

## Origini del nome

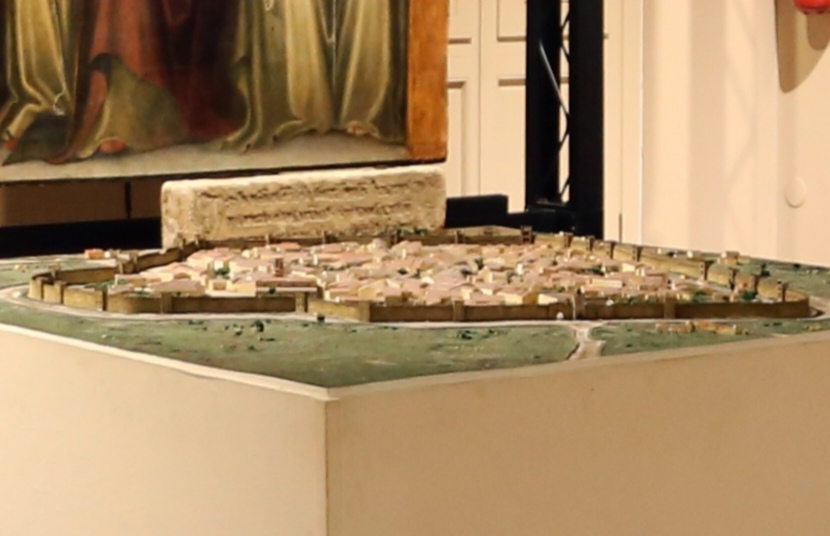
Plastico della città di Oristano nel XIV secolo, esposto all'Antiquarium Arborense

Il nome della città di Oristano potrebbe derivare dal gentilizio romano Aristius. Il geografo bizantino Giorgio Ciprio nel VII secolo cita Αριστιάνης λίμνη (Arhistianis límni, stagno di Oristano)mentre la più antica citazione del poleonimo si ha in una carta arborense dei primi del XII secolo dove è menzionata come Aristanis.
Per Guido Borghi, linguista e glottologo dell'Università di Genova, Oristano, in sardo Aristànis, oltre che dalla gēns Ărĭstĭă, potrebbe derivare invece da un sostrato pre-romano protoindoeuropeo, da *H₄ăr-ĭsth₂-ăhanŏ-m "luogo dei più nobili" o da *Hₐărĭ-st⁽ʰ⁾ăh₂-n-ĭ-s traducibile come "avendo fortezze fedeli attaccate", forse ad indicare i nuraghi nelle vicinanze. 
Un'origine medievale del toponimo è comunque più probabile. La nuova città, sorta nel XI secolo, sarebbe stata chiamata Maristanis, ad indicare la sua posizione tra il mare e lo stagno.
In spagnolo è Oristán e in catalano, Oristany, nomi tuttora in uso e ampiamente documentati anche nella lingua scritta.

## Storia

### Preistoria e storia antica
Il territorio di Oristano è abitato dall'uomo sin dal periodo prenuragico e nuragico.
Nel VIII secolo a.C. sorsero, nell'ambito della colonizzazione fenicia della costa, le città di Tharros, in territorio di Cabras, e Othoca, in territorio di Santa Giusta. Seguono ulteriori tracce di frequentazione punica e romana.

### Storia medievale e moderna

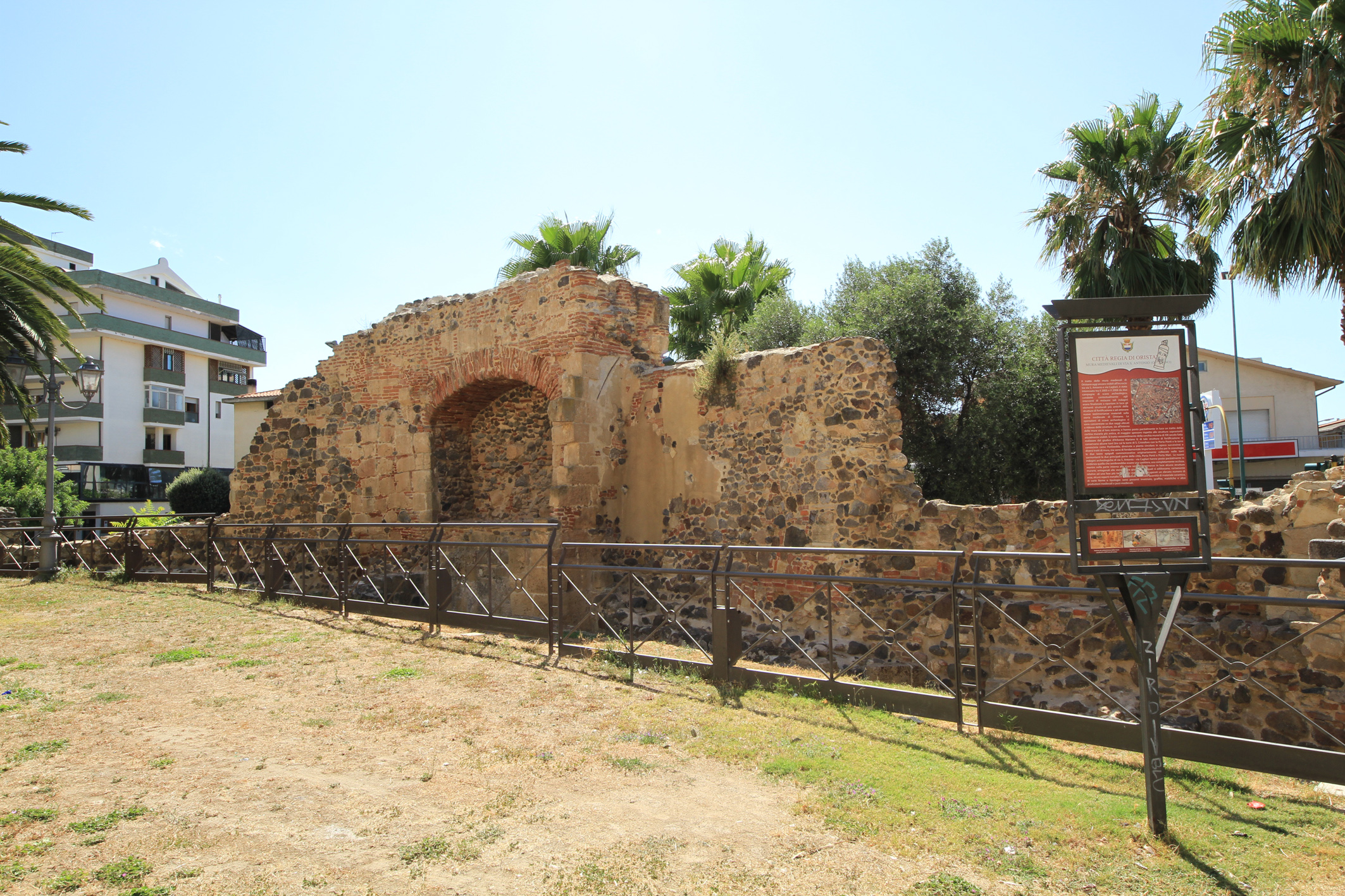
Resti delle mura medievali di Oristano

La giudicale Aristianis, sorta presso l'antica città di età fenicio-punica e romana di Othoca, divenne un centro importante nel 1070, quando l'arcivescovo arborense Theoto vi trasferì la sede vescovile, abbandonando l'ormai decaduta Tharros, e il Giudice Orzocco I la eresse a capitale del Giudicato di Arborea. Questo trasferimento probabilmente fu dovuto alle incursioni saracene che in quegli anni imperversavano sul litorale occidentale sardo, e alle quali la città di Tharros era soggetta. La nuova città era invece protetta dalle eventuali incursioni nemiche da barriere naturali quali gli stagni di Santa Giusta e la biforcazione del fume Tirso, che prima di arrivare ad Oristano si divideva in due rami, di cui uno passava a nord e l'altro a sud della città.

Stemma del Giudicato d'Arborea: albero sradicato arborense

Il medioevo oristanese fu caratterizzato da numerose guerre tra il giudicato arborense e gli altri regni sardi. Nel 1195 il giudicato venne invaso dal Giudice di Cagliari Guglielmo di Massa che dilagò sulla capitale spargendo distruzione; Oristano fu saccheggiata e incendiata e l'antica cattedrale gravemente danneggiata. 

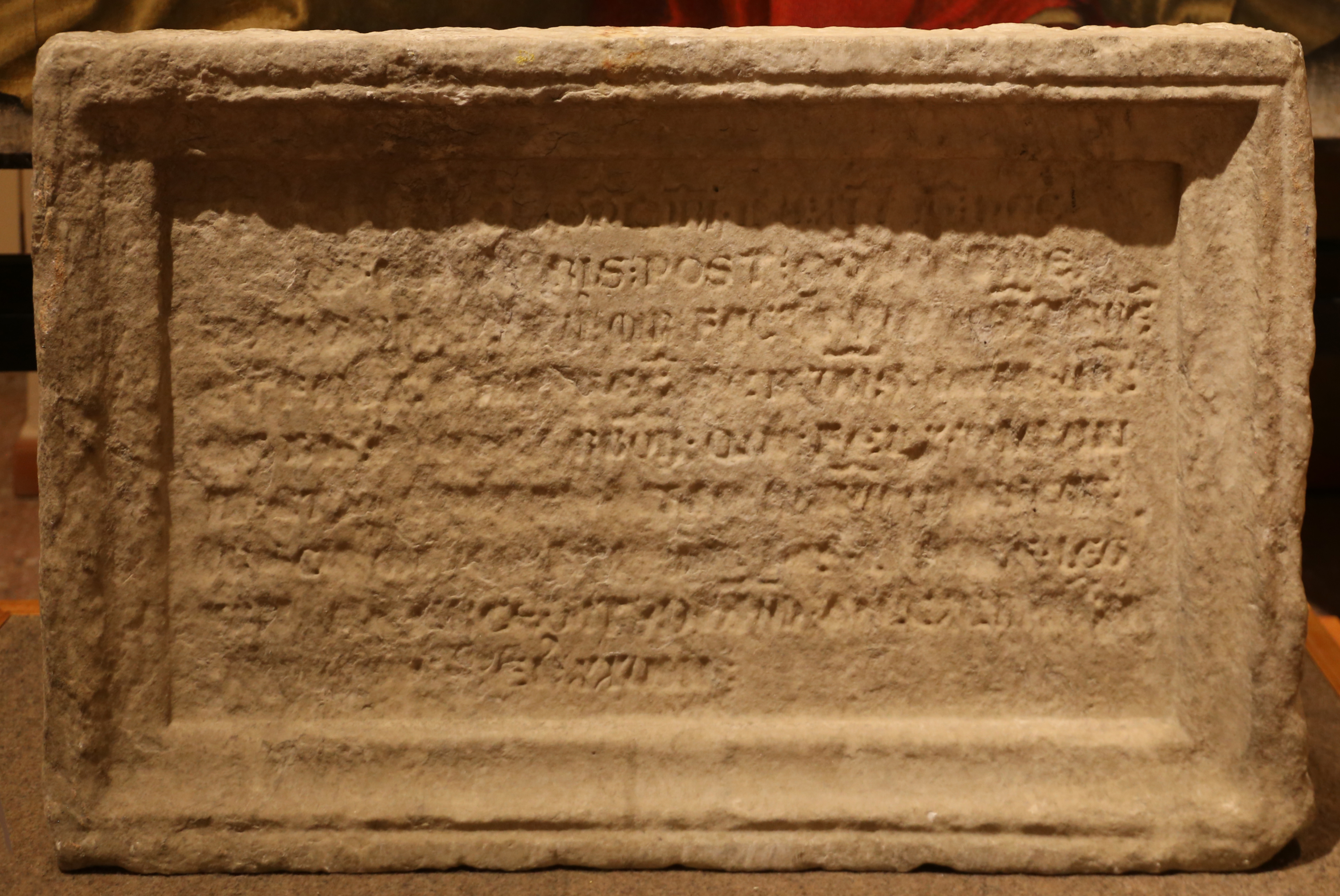
Iscrizione dalla Porta Mari (1293)

La città fu però presto ristrutturata dai successivi giudici arborensi del XIII e XIV secolo che migliorarono l'antiche fortificazioni, erette dal Giudice Barisone, attraverso la costruzione di circa ventotto torri e l'innalzamento delle mura cittadine fino ai dieci-quindici metri. Oristano all'epoca contava circa 10.000 abitanti e comprendendo i sobborghi di San Lazzaro, Nono, Maddalena e Vasai raggiungeva un'estensione di circa 27 ettari. La forma della città a fuso era tipica della città-fortificata medioevale italiana. La reggia giudicale si trovava nell'attuale piazza Manno, in passato denominata "Sa Majorìa".
Nel 1324 il Giudicato di Arborea si alleò coi catalano-aragonesi, dopo che questi ultimi sbarcarono sull'isola con l'intento di conquistare i possedimenti pisani per la creazione del Regno di Sardegna, per poi passare a contrastare lungamente gli stessi. La lunga e sanguinosa guerra culminò nel tentativo di egemonia sull'intera isola operato dal giudice Mariano IV (1347-75) e dai suoi figli Ugone III (1376-83) ed Eleonora (1383-1404), reggente dei figli; il conflitto devastò l'intera Sardegna, oltre che i due schieramenti, anche a causa delle epidemie di peste; la stessa Oristano fu coinvolta nelle attività belliche e cinta d'assedio, senza successo, da Pietro Martinez de Luna nell'estate del 1368.
Successivamente alla battaglia di Sanluri, nel gennaio del 1410 l'aragonese Pietro Torrelles prese Bosa e mise sotto assedio Oristano dove infine Leonardo Cubello firmò, a San Martino fuori le mura, la resa della città e di tutta l'Arborea storica che fu incamerata nel Regnum Sardiniae et Corsicae. Acquisito quindi dagli aragonesi, il territorio arborense con Oristano fu trasformato in marchesato a favore di Leonardo Cubello, discendente da Ugone II di Arborea.
Quel che restava, nel nord dell'isola, del Giudicato di Arborea, il più longevo dei giudicati sardi, cessò di esistere nel 1420, quando l'ultimo sovrano di Arborea, Guglielmo III di Narbona, lo cedette alla Corona aragonese per 100.000 fiorini d'oro.

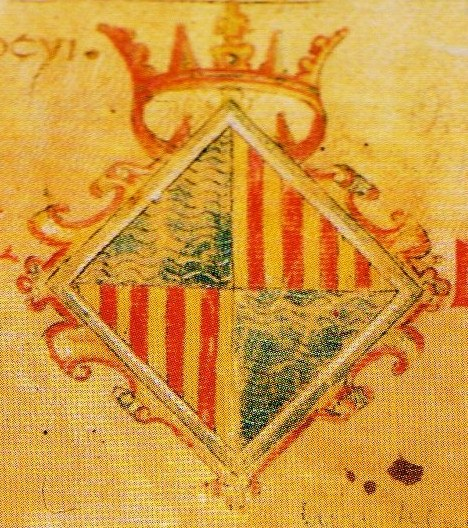
Stemma di Oristano in epoca spagnola

Leonardo Alagon, ultimo marchese di Oristano, tentò di rivendicare i propri territori dal Viceré, ma nel 1478 a Macomer il suo esercito subì una pesantissima sconfitta e il marchesato fu annesso definitivamente al Regno di Sardegna. Il titolo di marchese di Oristano venne assunto a partire da tale data dai re d'Aragona e ancora oggi appartiene ai re di Spagna, attualmente Filippo VI di Spagna. Da quel momento Oristano, elevata al rango di città regia il 15 agosto 1479, seguì la comune storia della Sardegna spagnola.
Fra il 1542 ed il 1572 venne edificata la torre costiera, oggi detta Torre Grande, per la difesa dell'approdo nel golfo di Oristano e per proteggere la foce del Tirso che poteva essere utilizzato per raggiungere la città. Ebbe il compito di sovrintendere alla fondazione don Peroche de Salazar, capitano di Oristano dal 1530 al 1543, che ne fu il primo capitano e alcalde.

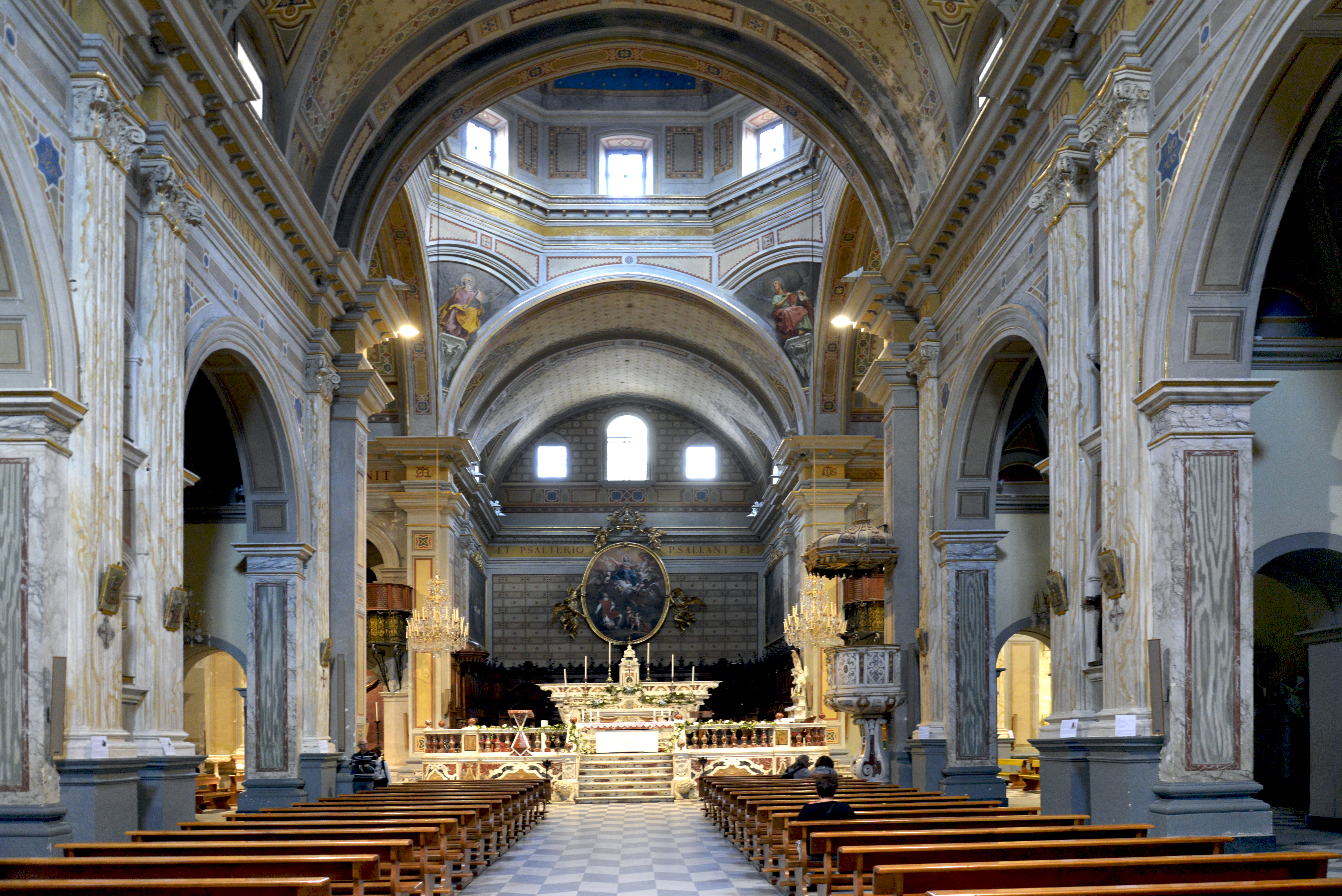
Interno della Cattedrale

Il 21 febbraio 1637, durante la guerra dei Trent'anni, una flotta francese di quarantasette vascelli, al comando di Enrico di Lorena, conte di Harcourt, sbarcò nei pressi di Oristano e saccheggiò la città per circa una settimana.
Non volendo poi affrontare le milizie del Regno di Sardegna che arrivavano in soccorso della città assalita, i francesi si ritirarono precipitosamente, abbandonando anche gli stendardi che oggi sono custoditi nella cattedrale. 
I suoi abitanti erano circa 2784 nel 1688, 3042 nel 1698, verso la fine della dominazione spagnola. Dal 1720 Oristano, come il resto dell'isola, passò alla dinastia Savoia.

### Storia contemporanea

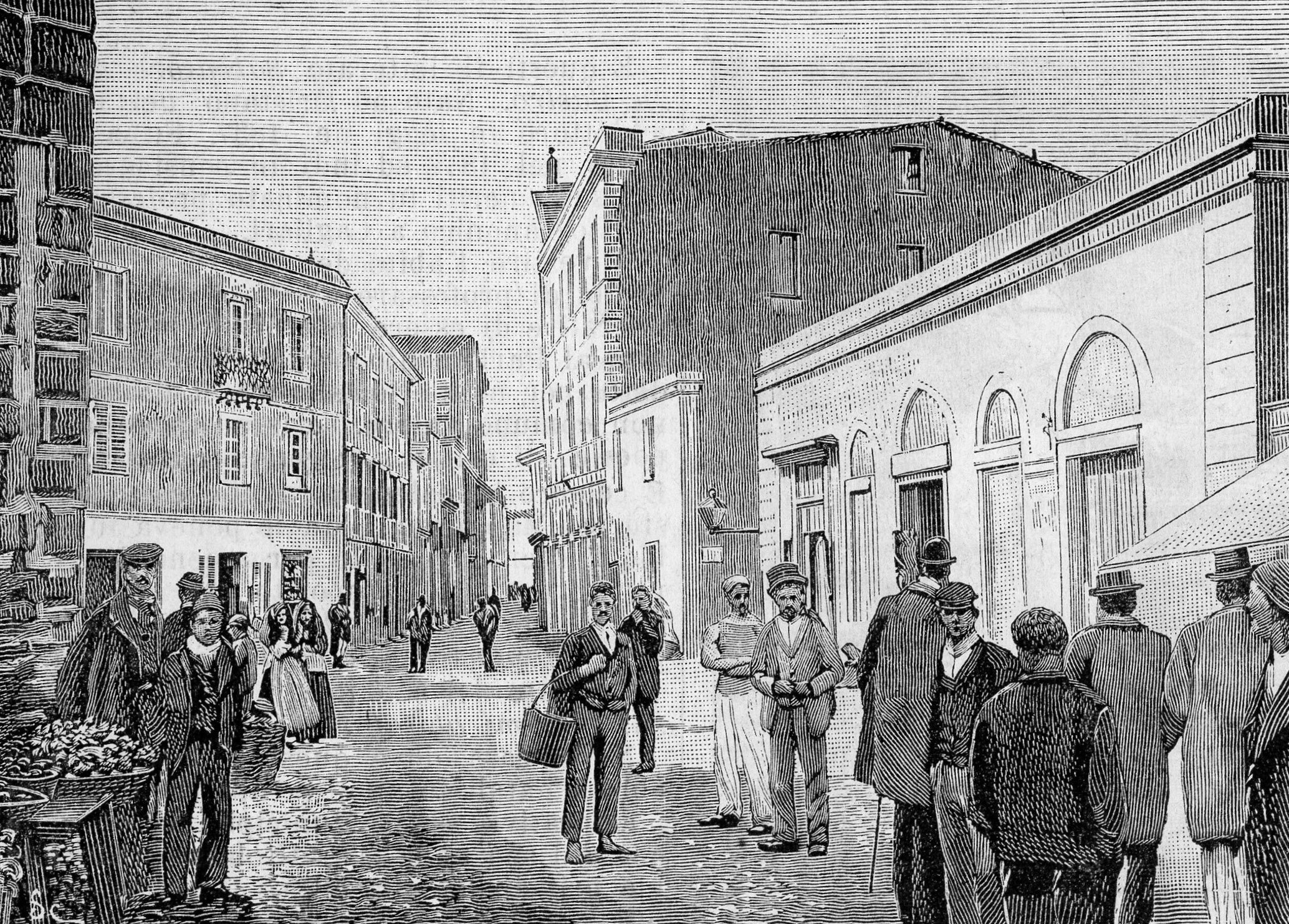
Via Dritta (xilografia 1899)

Nell'aprile del 1921 Davide Cova, Emilio Lussu, Camillo Bellieni e altri reduci sardi della prima guerra mondiale fondarono in città il Partito Sardo d'Azione.
Nel 1927 al comune di Oristano furono aggregati, come nuove frazioni, i comuni di Massama, Nuraxinieddu, Silì e Santa Giusta. Quest'ultimo nel 1947 ritornò ad essere un comune indipendente.
Staccandosi col suo circondario dalla Provincia di Cagliari, divenne infine capoluogo della neonata Provincia di Oristano il 16 luglio 1974.

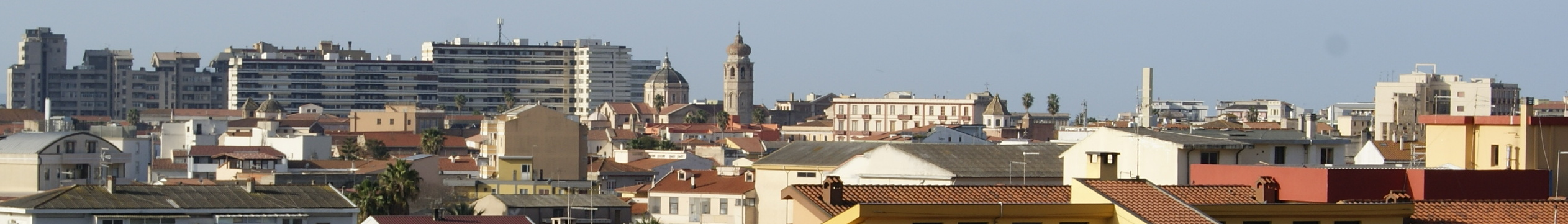
Vista sulla città

## Monumenti e luoghi d'interesse

### Architetture religiose
- Cattedrale di Santa Maria Assunta (1130). Distrutta in un assedio, è stata ricostruita sotto il regno di Mariano II. Della struttura originale rimangono solo basi dell'abside e del campanile e la cappella del Rimedio, che ospita alcune sculture medievali.
Nel 1733 la Cattedrale gotica del XIII secolo fu abbattuta per far posto ad una barocca. Alla ricostruzione del XVII secolo appartiene la cappella dell'Archivietto. Al suo interno sono custodite le reliquie di Sant'Archelao.
- Seminario Tridentino, edificato nel 1712.
- Antica canonica della cattedrale.
- Chiesa di San Francesco, in stile neoclassico, l'attuale chiesa è opera dell'architetto cagliaritano Gaetano Cima nel 1835
- Chiesa e monastero di Santa Chiara, il complesso venne edificato nel 1343 ad opera del Giudice Pietro III di Arborea su una preesistente chiesa dedicata a San Vincenzo. È un edificio in stile gotico francese con una singola navata e un'abside quadrata. È uno dei pochi resti dell'arte medievale a Oristano.
- Chiesa del Carmine e convento. Opera dell'architetto Viana, fu costruita su commissione del marchese d'Arcais in uno stile rococò. Si tratta di uno dei migliori esempi di architettura rococò nell'oristanes.
- Chiesa del Santo Spirito, la chiesa è citata in alcuni documenti del XVI secolo, ma solo un'indagine archeologica potrebbe rivelare con esattezza le origini più antiche di questo edificio, che secondo alcune ipotesi rimanderebbe all'età bizantina.
- San Sebastiano, conosciuta anche come San Sebastiano fuori le mura, era l'unica chiesa medievale, con San Martino, che si trovava fuori dal circuito murario della città, era frequentata soprattutto da pellegrini e contadini. L'edificio attuale fu edificato tra il finire del XVI e gli inizi del XVII secolo, è considerata la più antica chiesa parrocchiale dei borghi della città.
- Basilica del Rimedio, nella frazione di Donigala Fenughedu, è meta di pellegrinaggio durante i giorni di N.S. del Rimedio l'8 settembre.
- Chiesa e monastero delle cappuccine. Il complesso venne edificato nel 1739 ad opera del facoltoso cittadino oristanese Pietro Ibba.
- Chiesa della Beata Vergine Immacolata e convento dei cappuccini, la chiesa e l'annesso convento furono eretti nel 1608 ad opera della munificenza del nobile oristanese Domenico Paderi. Il complesso subito edificato fuori dalla cinta muraria, sulla strada che porta verso la chiesa e il convento di San Martino, sin dalle origini ospita i padri cappuccini.
- Chiesa di San Martino, citata nel testamento di Ugone II del 1335, fu edificata presumibilmente nel XIII secolo e mostra scolpiti in un capitello, gli stemmi con i pali d'Aragona affiancati all'albero eradicato d'Arborea.
- Chiesa e convento di San Domenico, vennero edificate nel 1634 ad opera del nobile oristanese don Baldassare Paderi. L'intero complesso ospitò i frati domenicani fino al 1832.
- Oratorio della Purissima, antica cappella oratorio della confraternita dell'Immacolata Concezione detta della Purissima, documentata già dal XVII secolo.
- Chiesa e ospedale di Sant'Antonio Abate (Hospitalis Sancti Antoni), citato nel testamento di Ugone II d'Arbore del 1335 è situato all'interno della città murata, era adibito all'assistenza dei malati. La chiesa di Sant'Antonio annessa all'ospedale, di origine gotica, presenta un campanile a vela a due luci e risulta con l'orientamento della facciata ad ovest.
- Chiesa di San Mauro Abate
- San Giovanni dei fiori, inizialmente chiamata San Giovanni di fuori, era una delle chiesette campestre della città medievale
- Sant'Efisio. Chiesa barocca risalente al XVIII secolo, si trova nel quartiere di Su Brugu
- Santa Lucia. Chiesa attualmente in stile neoclassico, si trova nel centro storico poco distante dalla chiesa di santa Chiara.
- Chiesa di San Saturnino, riedificata nel 1901, risulta sovrapposta un antichissimo edificio chiesastico intitolato al martire cagliaritano San Saturno. Offre al suo interno un altare maggiore realizzato in pregevole marmo toscano.
- Cimitero di San Pietro, l'edificazione risale al 1835 ad opera di Mons. Giovanni Bua, arcivescovo arborense.
- Chiesa di Santa Petronilla, l'edificio di origine medievale, nel corso dei secoli ha subito numerosi interventi. Di origine romanica documentata già nel 1341, si presenta con un impianto mononavato. Al suo interno si conservano gli antichi simulacri lignei della santa titolare della chiesa, si trova nella frazione di Donigala Fenugheddu.
- Chiesa di Santa Maria Maddalena, la prima menzione si trova nel testamento di Ugone II del 1335 e la sua edificazione in uno stile che vede ancora motivi legati al romanico ma con inserimenti gotici è databile agli inizi del XIV sec., si trova nella frazione di Sili.
- Chiesa di San Nicola, Oratorio delle Anime, si trova adiacente alla chiesa parrocchiale del XV sec. dedicata a Santa Maria Assunta. Il suo impianto risalirebbe all'epoca altomediovale, mentre gli interventi successivi sono di epoca romanica, probabilmente della prima metà del XIII secolo, si trova nella frazione di Massama.
- Chiesa di San Paolo Apostolo. Ubicata nei quartieri di Toràngius e Axi Anadis è stata costruita negli anni novanta, è stata mantenuta dai frati francescani di San Francesco fino al 2013.
- Chiesa di San Giuseppe lavoratore. Si trova nella nuova zona di Sa Rodia.
- Chiesa di Sacro Cuore. Ubicata nella zona che prende il suo nome e che prima era chiamata "Corea", è una chiesa in cemento armato risalente agli anni sessanta-settanta.
- Chiesa di San Giovanni Evangelista. Si trova nel quartiere San Nicola. È la chiesa più recente.

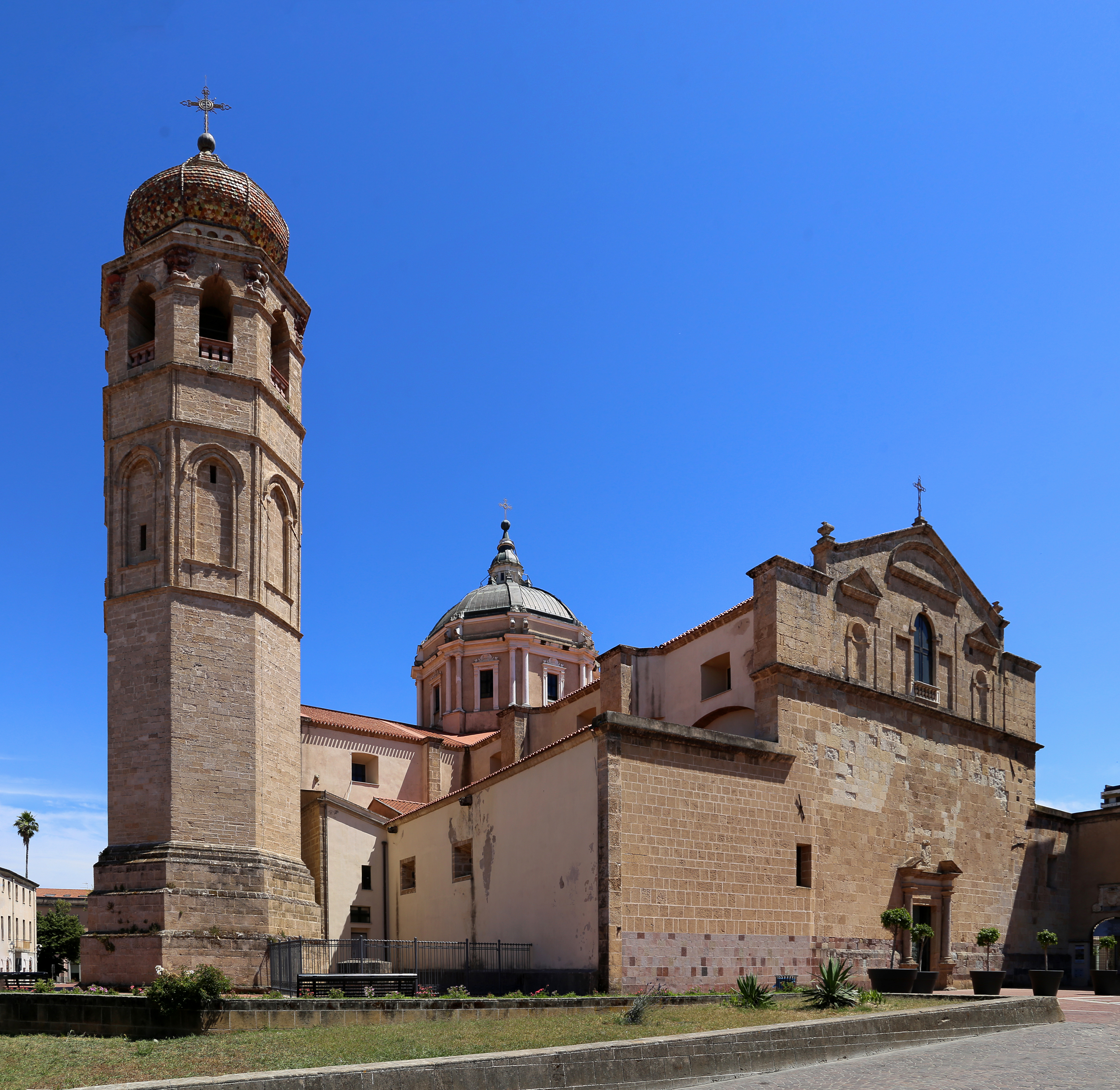
Cattedrale di Santa Maria Assunta
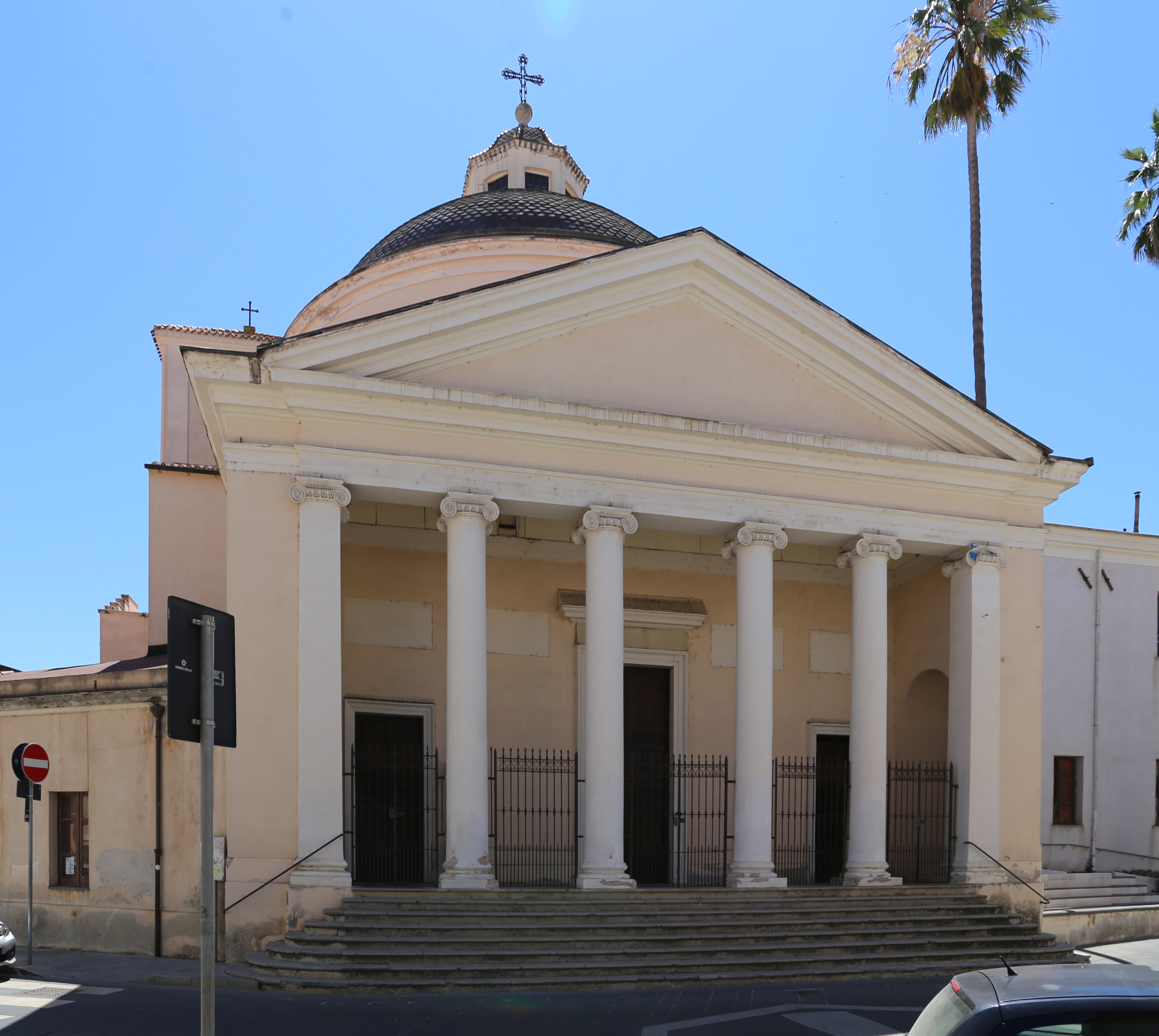
Chiesa di San Francesco
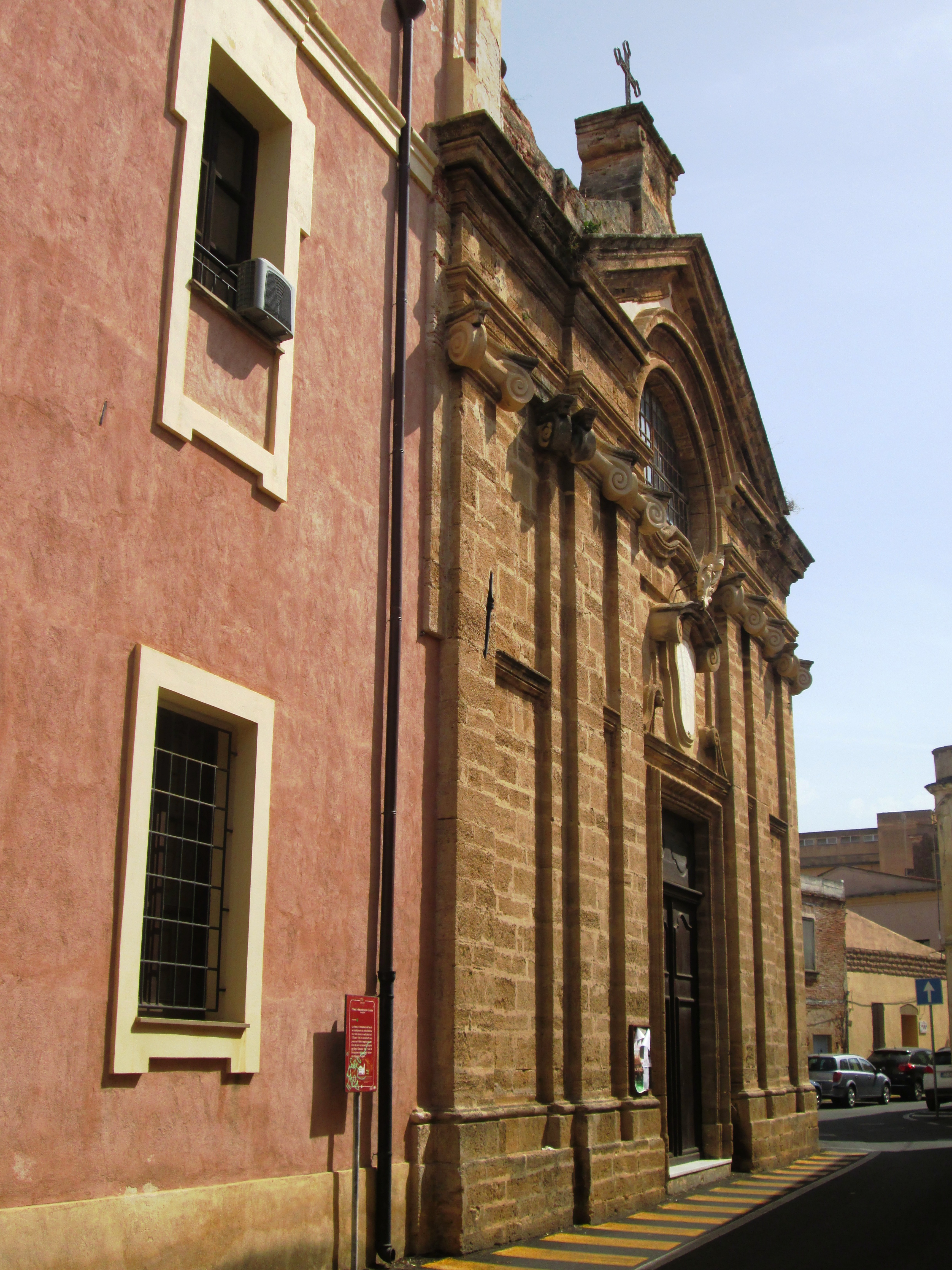
Chiesa del Carmine
Chiesa di Sant'Efisio
Santuario Basilica Nostra Signora del Rimedio
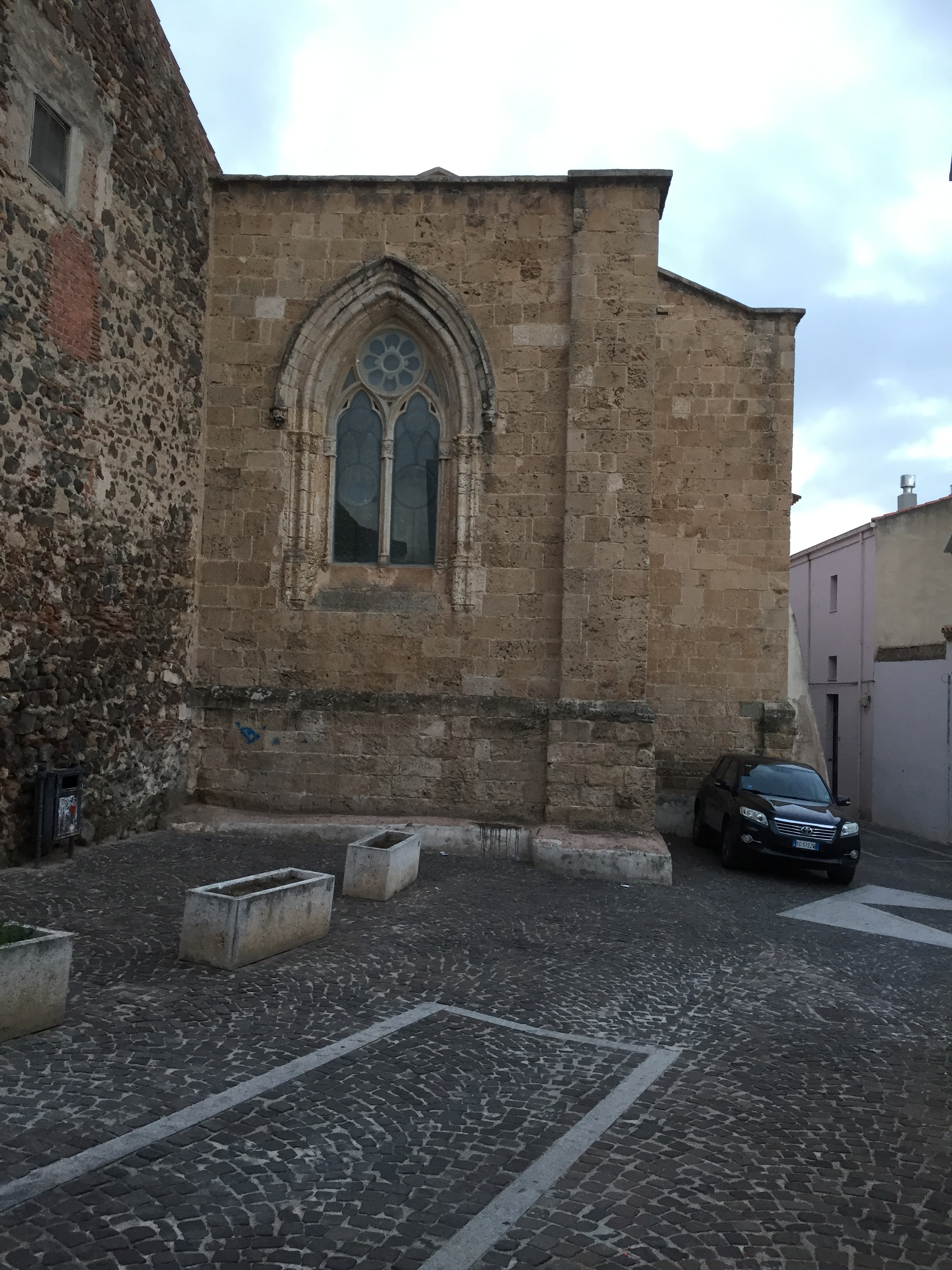
Bifora nell'abside quadrata della chiesa di Santa Chiara

### Architetture civili

Seminario Arcivescovile

- Palazzo Campus Colonna di proprietà comunale, ospita quadri realizzati da artisti che hanno fatto la storia del Novecento sardo.
- Palazzo degli Scolopi - piazza Eleonora - sede del Comune
- Palazzo Giudicale (ex carcere), le prime fonti che ne testimoniano l'esistenza si trovano nelle cronache dell'arrivo in Oristano dell'Arcivescovo di Pisa, Federico Visconti nel 1263. Notizia confermata nel testamento del Giudice Ugone II nel 1335, che lo localizza su un lato della piazza Maioria, l'odierna piazza Manno.
- Palazzo d'Arcais - corso Umberto (via Dritta) - sede della Provincia
- Casa di Eleonora, lungo la via Parpaglia.
- Seminario Arcivescovile - via Duomo
- Palazzo Falchi - corso Umberto (via Dritta)
- Palazzo Carta - piazza Eleonora
- Casa de La Ciudad - piazza di Città (piazza Eleonora)
- Palazzi Bastogi (palazzi SAIA), chiaro esempio di architettura razionalista ad Oristano - via Cagliari.
- Palazzo So.Ti.Co., è tutt'oggi al centro di numerose polemiche per via del suo contrasto urbanistico con la prospiciente Torre di San Cristoforo - piazza Roma.
- Palazzo Tolu - Via Vittorio Emanuele II
- Portale di Vito Siotto, si trova nella frazione di Donigala Fenugheddu.
- Su Ponti Mannu, ingresso Oristano Nord.

### Architetture militari

#### Cinta muraria
Il circuito murario della città di Oristano, si snodava per un percorso di 2 km lungo le attuali via Mazzini, via G. M. Anjoy, via Solferino, via Cagliari, via Diego Contini e piazza Roma, rafforzato da 4 torrioni difensivi merlati in corrispondenza delle porte e da 28 torrette quadrilatere.

#### Porte
Le 4 porte presenti erano:

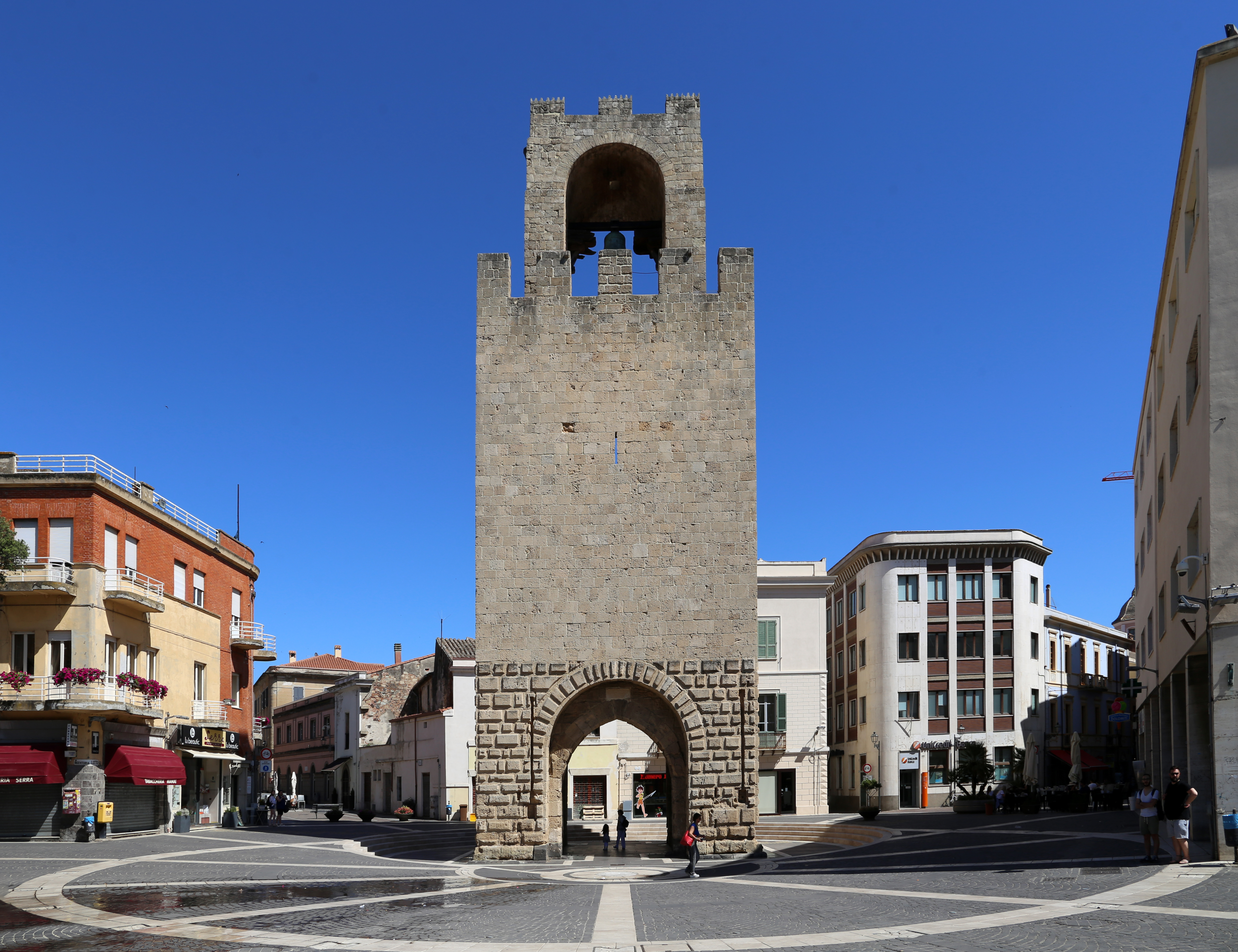
Torre di San Cristoforo

- Porta della Torre di Mariano II (nord-est).
- Porta del Torrione di Portixedda (ad est).
- Porta a Mari, situata del complesso di San Filippo (a sud).
- Porta di San Mauro (ad ovest).

#### Torri

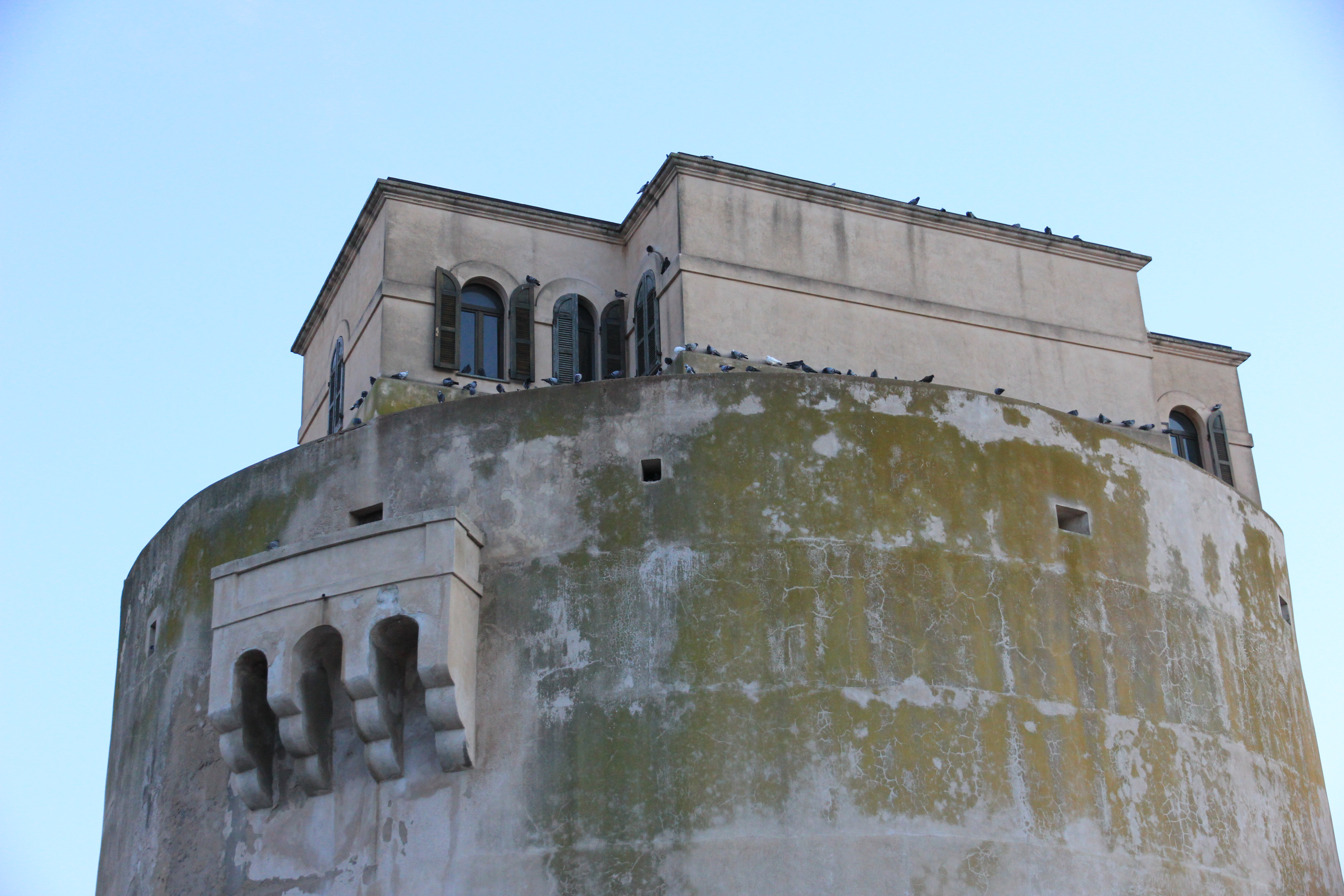
Torre Grande

- Torre Mariano Torre di Mariano II o Torre di San Cristoforo o Port'a Ponti (a nord-est). Eretta nel 1290, era una delle due principali porte d'ingresso dell'antica cinta muraria, si trova nell'attuale piazza Roma. La gemella Torre di San Filippo o Port'a Mari, che era ubicata nell'attuale Piazza Manno, è stata abbattuta nel 1907, quando in grave stato di abbandono e fatiscenza fu giudicato "di nessun valore artistico o culturale" da parte del Ministero della pubblica istruzione[senza fonte].

- Torre Portixedda

- Gran Torre a Torre Grande, presso la borgata di Torre Grande.[26]

### Altro

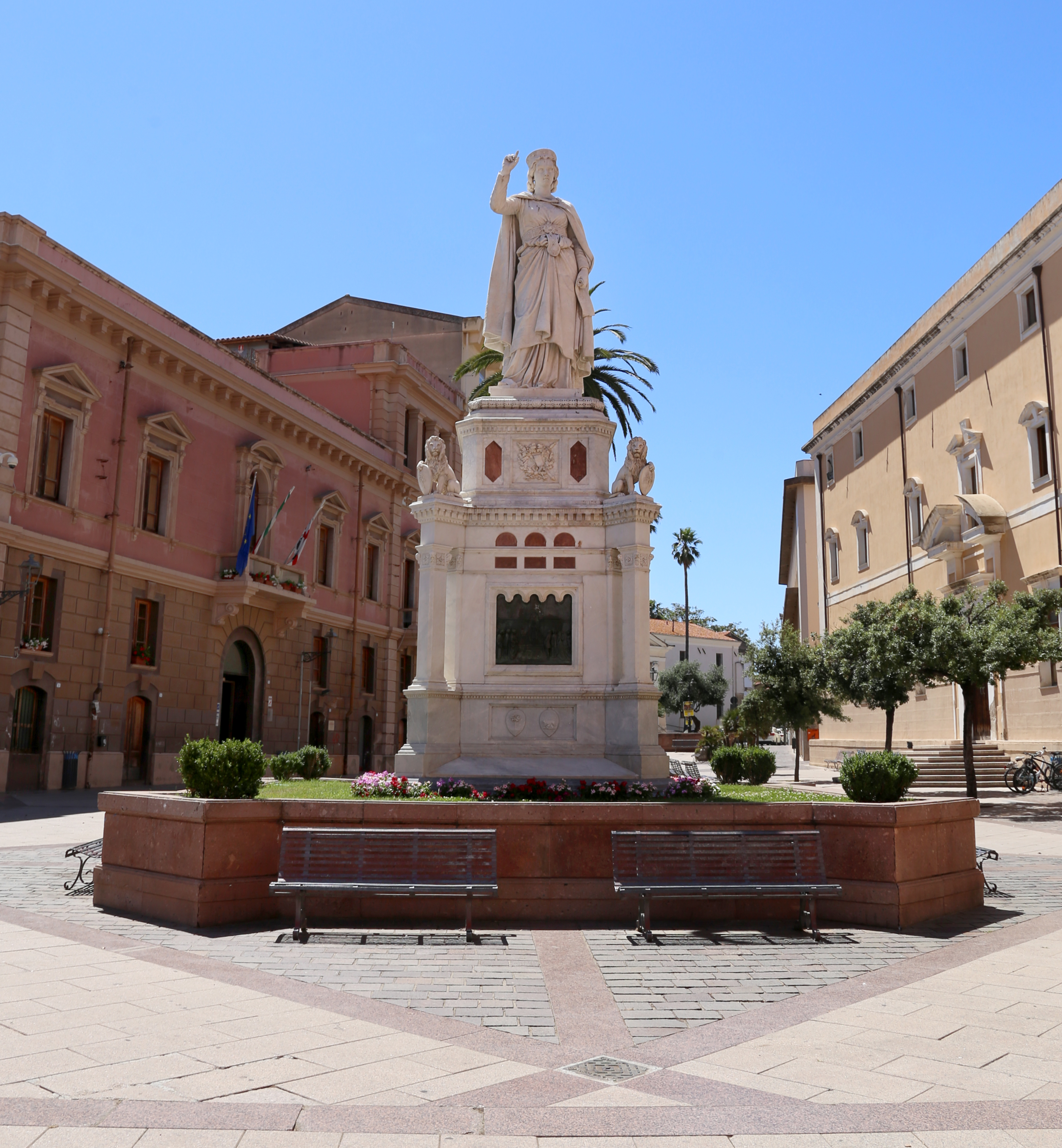
Statua di Eleonora d'Arborea

- Statua di Eleonora d'Arborea, è stata realizzata dallo scultore Ulisse Cambi e dell'architetto Mariano Falcini, e la sua inaugurazione ha avuto luogo il 22 maggio 1881.[27]
- Monumento ai Caduti di tutte le guerre, in Piazza Mariano IV

## Società

### Evoluzione demografica
Abitanti censiti

### Etnie e minoranze straniere
Al 31 dicembre 2023 la popolazione straniera ammontava a 948 persone pari al 3,1%  della popolazione totale. Le nazionalità principali erano:
- Romania, 232
- Cina, 137
- Senegal,76
- Pakistan, 45
- Bangladesh, 47
- India, 26
- Spagna, 26
- Nigeria, 24
- Ucraina, 22
- Polonia, 21

### Lingue e dialetti
La variante del sardo parlata a Oristano è il campidanese oristanese.

### Tradizioni e folclore

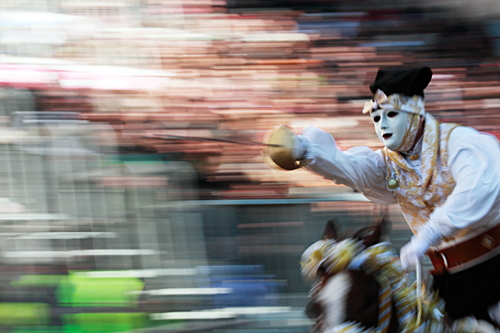
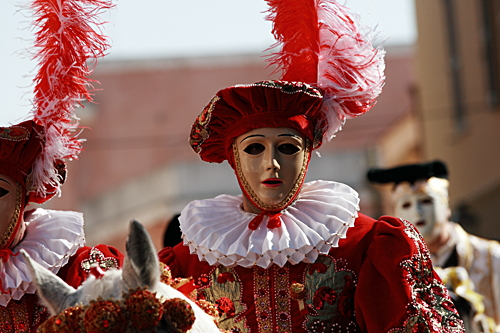
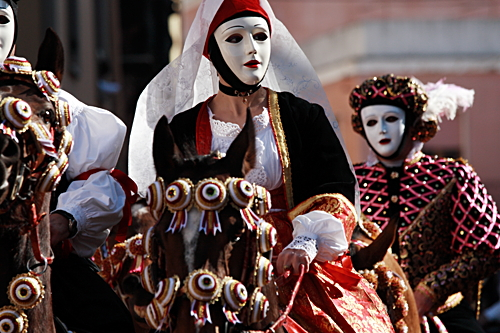
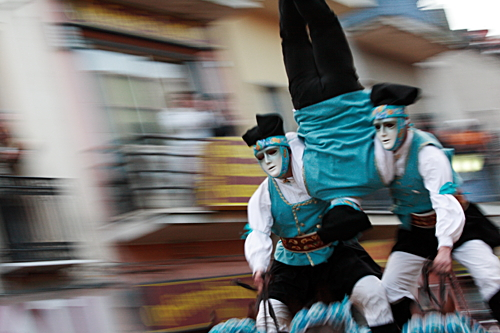

#### La Sartiglia

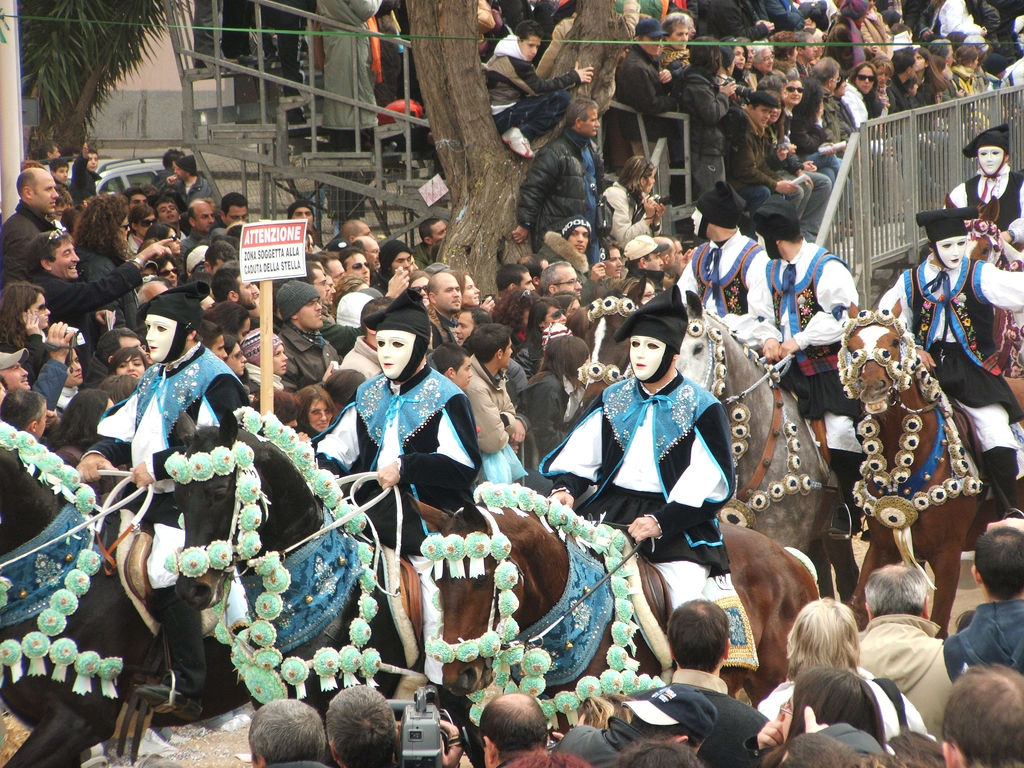
Sartiglia

La manifestazione più importante è la Sartiglia: giostra equestre di origine forse medievale, lascito della dominazione catalana, che si tiene l'ultima domenica e l'ultimo martedì di carnevale. È organizzata dai due gremi più antichi di Oristano: il gremio dei contadini, che corre la domenica e il gremio dei falegnami che corre il martedì. Il capo-corsa è "Su Componidori", lo accompagna il secondo "Su Secundu", il terzo "Su Terzu Cumpoi" e un certo numero di cavalieri. Partecipano alla sartiglia 40 pariglie, scelte tramite selezioni, per un totale di 120 cavalieri.
La particolarità di "Su Componidori" è che dal momento in cui gli viene apposta sul viso la tradizionale maschera non potrà assolutamente più toccare terra fino al termine della manifestazione, che si concluderà circa 6/7 ore dopo; tradizione vuole che una sua eventuale caduta da cavallo porti a un'annata di carestia e sciagure in genere.
Ciascun cavaliere prende la rincorsa lungo la via Duomo "seu de Santa Maria" e tenta di raggiungere con la spada una stella appesa ad un nastro, posto a circa metà del percorso. Tradizione vuole che maggiore sia il numero delle stelle conquistato, migliore sarebbe l'auspicio della fortuna, la fertilità dei campi nel nuovo anno.
A fine corsa, "Su Componidori" benedice la folla con un mazzolino di viole detto "Sa Pippia de Maiu".

Dopo la Sartiglia si corre la "Pariglia", lungo "s'arruga de Santu Sebastianu" l'attuale via Mazzini. I cavalieri, in questo caso corrono a tre per volta, combinandosi in varie figure, con temerarie acrobazie, in piedi sulle groppe degli animali e in vari altri modi, formando triadi, si esibiscono in evoluzioni sui cavalli in corsa.

### Istituzioni, enti e associazioni

#### Sanità
A Oristano è presente l’ospedale San Martino.

## Cultura

### Istruzione

#### Scuole
Nel territorio comunale hanno sede 11 scuole secondarie di secondo grado, di cui 10 pubbliche e 1 privata, 5 istituti secondari di primo grado pubblici e 7 scuole primarie pubbliche e 1 privata.

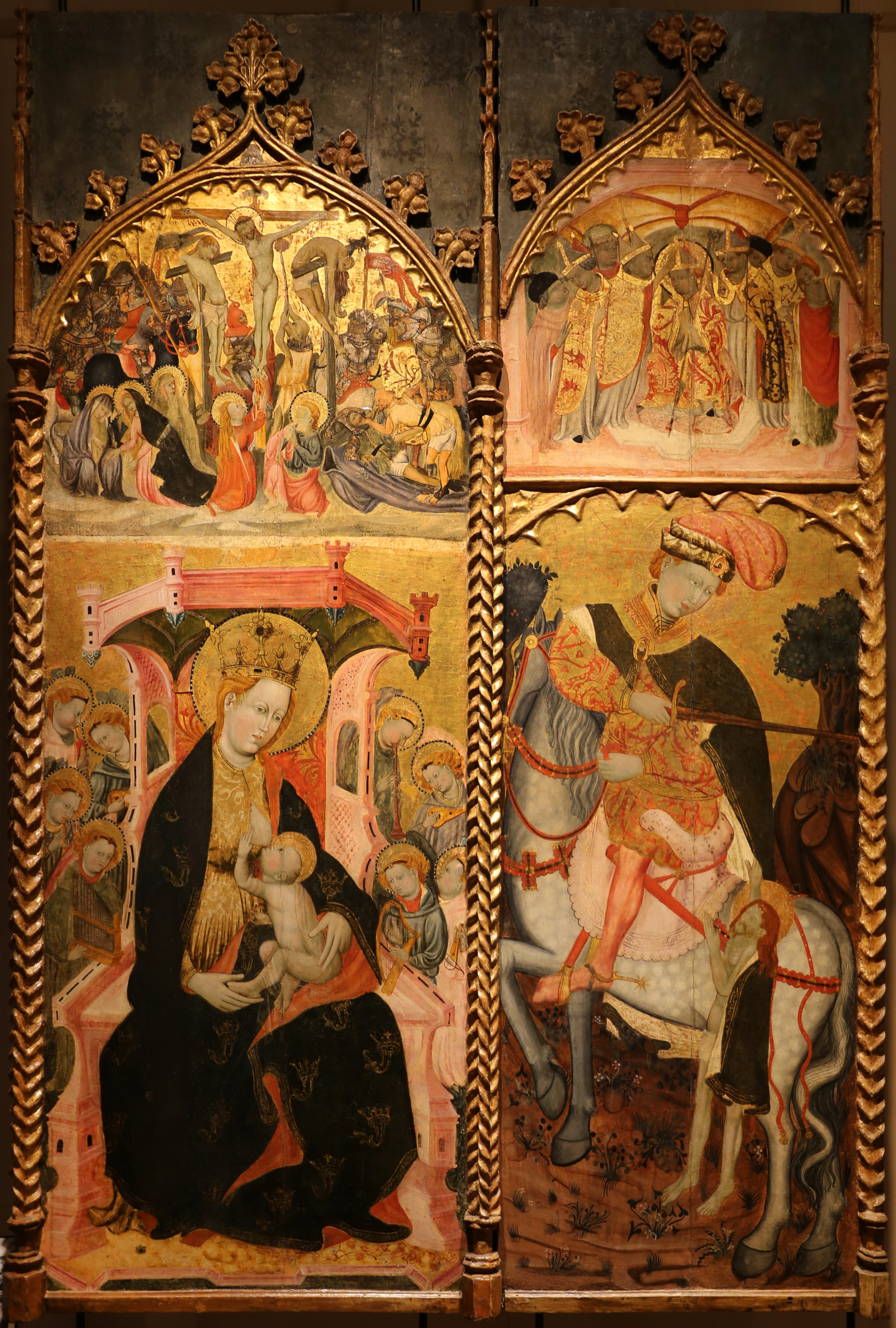
Retablo quattrocentesco esposto all'Antiquarium arborense

#### Musei
- Museo archeologico Antiquarium arborense
- Museo diocesano arborense[33]
- Raccolta dell'opera del Duomo
- Pinacoteca Comunale "Carlo Contini"
- Museo d'arte contemporanea, presso il Foro Boario[34]
- Centro di Documentazione e Studio sulla Sartiglia[35]
- Terracotta Centro di Documentazione sulla Ceramica[36]
- Parco Paleontologico Dinosardo[37]

#### Teatri
- Teatro San Martino
- Teatro Garau

## Infrastrutture e trasporti

### Strade
Oristano è situata nelle vicinanze della principale strada sarda, la SS 131, che scorre a est della città. Altri collegamenti stradali col territorio circostante sono garantiti dalla SS 388, dalla SS 292 e da varie strade provinciali.

### Ferrovie
La città è attraversata dalla ferrovia Cagliari-Golfo Aranci nella sua parte est: in quest'area è situata la stazione di Oristano, la quale è servita dai treni di Trenitalia.

### Porti
Oristano è dotata di un porto industriale (situato però nel territorio comunale della vicina Santa Giusta), attivo in particolare nella movimentazione di merci quali minerali, carbone e produzioni agricole.
Inoltre nella Marina di Torregrande troviamo un porto turistico.

### Aeroporti
A una distanza di 4 km a est dal centro urbano è situato l'Aeroporto di Oristano-Fenosu, chiuso al traffico.

### Mobilità urbana
I trasporti urbani e interurbani di Oristano vengono svolti con autoservizi di linea gestiti da ARST.

## Amministrazione

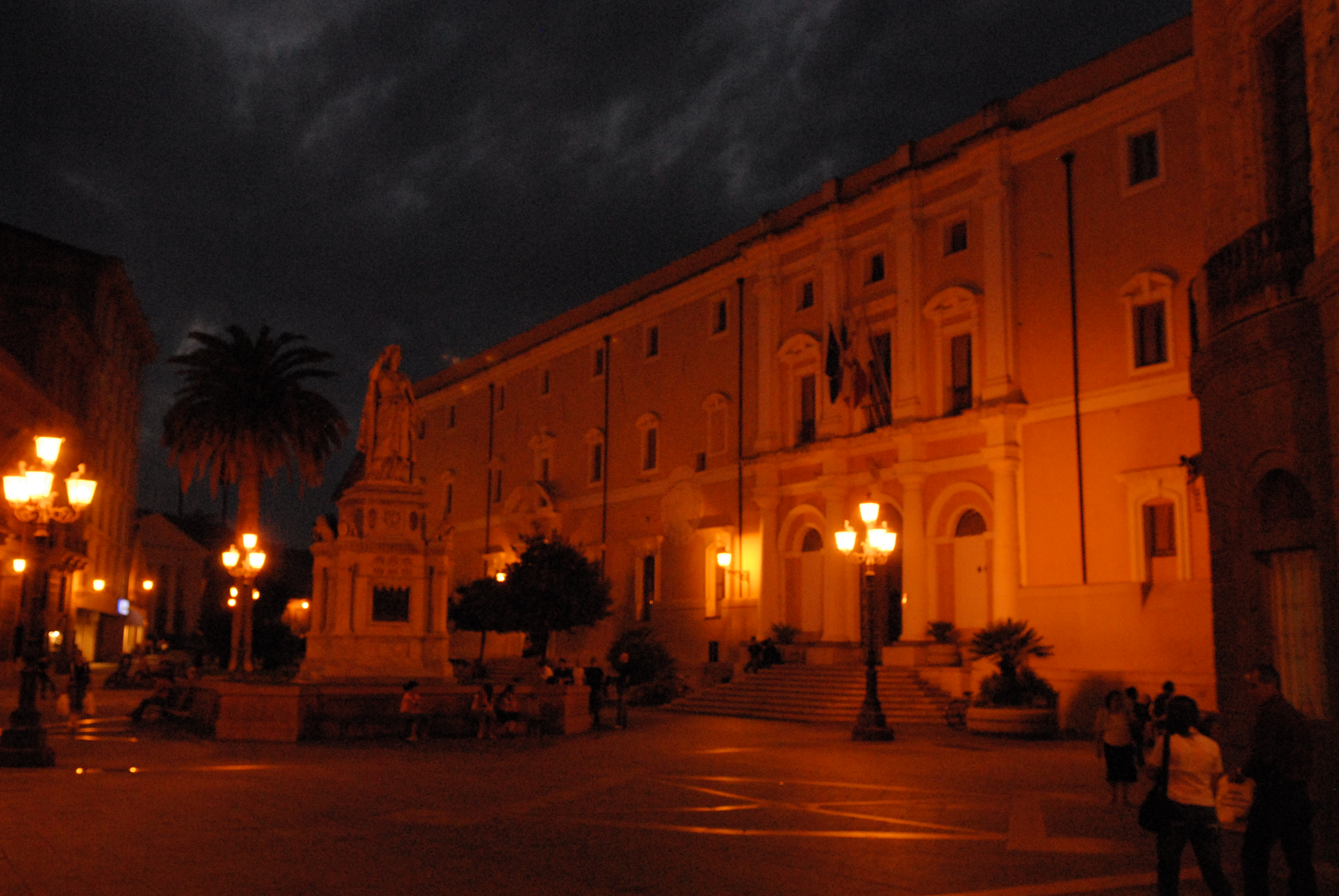
Piazza Eleonora e Municipio

Gonfalone comunale

### Gemellaggi
- Ciutadella de Menorca, dal 1991
- Garden City

## Sport
È stata città europea dello sport per l’anno 2019.

### Atletica leggera
Nella città è presente anche uno stadio per atletica leggera, il campo CONI.
Sono presenti 4 società facente parte Federazione Italiana di Atletica Leggera
- Società Sportiva Atletica Oristano
- Marathon Club Oristano
- Dinamica Sardegna
- Polisportiva Runners

### Pallavolo
Sono presenti due società iscritte alla Fipav:
U.S. Ariete: società attiva da più di quarant'anni, le cui prime squadre militano nel campionato regionale di C femminile e in quello regionale di C maschile, attiva anche a livello giovanile con più di 400 tesserati. Numerose le convocazioni per il "Trofeo delle Province" e per il "Trofeo delle Regioni". Tre atleti hanno partecipato a stage con la nazionale italiana giovanile, inoltre l'atleta Alessia Orro gioca ora nella Serie A femminile e fa parte della nazionale italiana di pallavolo femminile.
A.S.D. Gymland: detiene otto titoli regionali a livello giovanile maschile e quattro titoli regionali a livello giovanile femminile. Numerose le convocazioni per il "Trofeo delle Province" e per il "Trofeo delle Regioni" e i campionati di Beach Volley.

### Baseball
Nel 2007 si è riformata una società di baseball, il Baseball Club Oristano A.S.D. attualmente milita nei campionati giovanili e nel 2008 ha vinto il primo titolo regionale in categoria ragazzi (under 12).

### Canoa kayak
Fondata nel 1970, l'A.S.D. Circolo Nautico Oristano, dagli anni 2000 è tra le società più attive nel panorama regionale, per l'attività agonistica della canoa sprint.
Dal 2012 gestisce il Centro Sportivo Canoa Kayak di Cabras (centro di riferimento tecnico territoriale della FICK).

### Calcio
Nel calcio, la S.P. Tharros Oristano Calcio milita nel campionato di Eccellenza 2022-2023 ed ha preso parte per vari anni alla Serie D.
Le attività si svolgono presso lo stadio Tharros che ha una capienza di 3.000 spettatori.
Le altre squadre calcistiche della città sono:
- U.S. Oristanese (girone E sardo di Seconda Categoria)
- U.S. Folgore Oristano (girone E sardo di Seconda Categoria)

Nel calcio femminile l'Atletico Oristano ha partecipato al campionato di Serie A nelle stagioni 2004-05 e 2005-06.

### Nautica
Nel 1970 è stato fondato il Circolo Nautico Oristano, che ospita attività di canoa, vela e canottaggio.

### Rugby
Nella città è presente una squadra di rugby, l'A.S.D. Rugby Oristano, che milita nel campionato a 15 maschile di Serie "C" regionale e Coppa Italia a 7 femminile.